# Agim Ibraimi
Agim Ibraimi est un footballeur international macédonien d'origine albanaise, né le 29 août 1988 à Tetovo en Yougoslavie (auj. en Macédoine du Nord). Il évolue au poste d'ailier avec le club slovène du NK Domžale.

## Biographie
Ibraimi marque son premier but en Ligue des champions le 5 novembre 2014 contre Chelsea d'une jolie frappe enroulée.
Le match se soldera finalement sur un score de parité (1-1).

## Palmarès
NK Maribor
- Champion de Slovénie en 2012, 2013, 2014 et 2015.
- Vainqueur de la Coupe de Slovénie en 2012 et 2013.
- Vainqueur de la Supercoupe de Slovénie en 2012 et 2013.

 FK Astana
- Champion du Kazakhstan en 2016.

### Distinction personnelle
- Joueur macédonien de l'année en 2012[4] et 2014